# جيمس وونغ (كاتب)
جيمس وونغ (بالإنجليزية: James Wong) (و. 1959  م) هو كاتب سيناريو، ومنتج أفلام، ومخرج أفلام، ومنتج تلفزيوني، ومخرج تلفزيوني أمريكي، ولد في هونغ كونغ.

## وصلات خارجية
- جيمس وونغ على موقع IMDb (الإنجليزية)
- جيمس وونغ على موقع ألو سيني (الفرنسية)
- جيمس وونغ على موقع أول موفي (الإنجليزية)
- جيمس وونغ على موقع بوكس أوفيس موجو (الإنجليزية)
- جيمس وونغ على موقع قاعدة بيانات الأفلام السويدية (السويدية)
- جيمس وونغ على موقع قاعدة بيانات الفيلم (الإنجليزية)
- جيمس وونغ على موقع كينوبويسك (الروسية)